# Парижская драма
«Парижская драма» — советский художественный фильм, снятый режиссёром Николаем Мащенко по мотивам новеллы Роберта Твохи «Паспорт для свободы» на киностудии им. Довженко в 1983 году.
Премьера фильма состоялась 4 июля 1984 года. Картину посмотрели 4,1 млн зрителей.

## Сюжет
Действие кинофильма происходят в Париже. Служащему Пьеру звонит по телефону владелец фирмы, американец Фрэнк Гаррет, его босс. Из разговора выясняется, что в порыве ревности и после ссоры  Гаррет убивает статуэткой свою любовницу Аликс. Гаррет предлагает Пьеру за вознаграждение в 100 тыс. долларов взять вину на себя. Гаррет убеждает Пьера, что после пяти лет тюрьмы он выйдет на свободу с крупной суммой, которая обеспечит его до конца жизни. Рассуждая о том, что мир устроен несправедливо, Пьер соглашается. Однако, прийдя в номер, Пьер находит Аликс живой, хоть и оглушенной ударом. Планам на хорошую жизнь мешает живая Аликс. Чтобы этого не допустить, Пьер второй раз убивает Аликс, нанеся ей еще более тяжкие удары. В то время как Пьер находиться в шоке от содеянного, в номер возвращается Гаррет с намерением, все таки, взять вину на себя. В услугах Пьера он больше не нуждается и требует вернуть деньги. Тяжесть совершенного и крушение надежд на лучшую жизнь приводит Пьера к самоубийству. Тут же в номере он стреляет в себя. Гаррет вызывает полицию и за 150 тыс. долларов договаривается с прибывшим инспектором полиции о выгодном для себя решении дела, в котором любовник Аликс (Пьер) из ревности убивает ее.

## В ролях
- Алёна Бондарчук — Аликс
- Коста Цонев — Фрэнк Гаррет
- Гедиминас Гирдвайнис — Пьер

## Съёмочная группа
- Режиссёр и сценарист: Николай Мащенко
- Оператор: Геннадий Энгстрем
- Художник: Алексей Левченко
- Звукорежиссёр: Владимир Сулимов
- Композитор: Яков Губанов

## Музыка
В фильме используются фрагменты из произведения Габриэля Форе «Пробуждение» и песня «История любви» в исполнении Эдит Пиаф, а также музыка в исполнении Государственного симфонического оркестра УССР; дирижёр Фёдор Глущенко.

## Литературная основа
В основу сюжета фильма легла новелла Роберта Твохи «Паспорт для свободы» (англ. Passport for Freedom).
Новелла была впервые опубликована в пятом ноябрьском номере американского журнала «Ellery Queen’s Mystery Magazine» в 1969 году.

## Фестивали
Актёру Косте Цоневу был присвоен диплом жюри за исполнение главной роли в фильме на Всесоюзном кинофестивале в Киеве (1984).